# Санницы
Санни́цы — деревня в Павловском районе Нижегородской области России. Входит в состав муниципального образования Рабочий посёлок Тумботино Павловского муниципального округа.

## География
Расположена в лесной местности на северо-востоке Мещерской низменности на первой надпойменной террасе реки Оки, примыкая к деревням Большое Окское и Малое Окское.

## Население
| 2002 | 2010 |
| ---- | ---- |
| 201  | ↗208 |

.
Национальный состав
Согласно результатам переписи 2002 года, в национальной структуре населения русские составляли 98% из 201 человека.

## Инфраструктура
Личное подсобное хозяйство.

## Транспорт
Остановка общественного транспорта «Санницы». На январь 2021 года заезжает автобус маршрута 124.  